# Crocidura crossei
Crocidura crossei är en däggdjursart som beskrevs av Thomas 1895. Crocidura crossei ingår i släktet Crocidura och familjen näbbmöss. IUCN kategoriserar arten globalt som livskraftig. Inga underarter finns listade i Catalogue of Life.
Arten förekommer i västra Afrika från centrala Guinea till nordvästra Kamerun. Den vistas främst i låglandet men hittas även på vissa berg. Habitatet utgörs av ursprungliga regnskogar, av landskap med savanner och trädgrupper samt av odlade områden. Individerna lever i lövskiktet eller i den låga vegetationen vid marken.